# Louis Mercanton
Louis Mercanton fue un director, guionista, actor y productor de cine francés, nacido el 4 de mayo de 1879 en Nyon (Cantón de Vaud, Suiza) y muerto el 29 de abril de 1932 en Neuilly-sobre-Sena.

## Biografía
Louis Mercanton era originario de la localidad suiza de Nyon. Se educó en Inglaterra y comenzó su carrera teatral en 1904 en Sudáfrica. Seis años más tarde fue guionista de la película Shylock, le marchand de Venise (1910). Luego entró en una larga colaboración con Henri Desfontaines escenificando y realizando adaptaciones literarias o películas históricas como La Dame aux camélias o L'Assassinat d'Henri III. La película muda La Reine Élisabeth con Sarah Bernhardt en el papel protagonista obtuvo un inmenso éxito tanto en Francia como en el extranjero, sobre todo en Estados Unidos. Sarah Bernhardt volvió a actuar para ellos en Adrienne Lecouvreur, interpretando el papel protagonista. A partir de entonces el cine ya no será considerado como un arte menor destinado a un público inculto.
Durante la guerra de 1914-1918 escribió los guiones de varias películas de René Hervil, entre las cuales se encuentra Les Mères françaises, película de propaganda antialemana estrenada en 1917 todavía con Sarah Bernhardt.
Louis Mercanton es el padre del actor Jean Mercanton. Falleció en abril de 1932 de una crisis cardiaca, mientras trabajaba en la realización de la película Passionnément.

## Filmografía

### Director
- L'Assassinat d'Henri III (1911)
- La Dame aux camélias (1912)
- La Reine Élisabeth (Les Amours de la reine Élisabeth) (1912)
- Le Spectre du passé con René Hervil (1913)
- Anne de Boleyn (1913)
- Adrienne Lecouvreur (1913)
- Vendetta (1914)
- La Remplaçante avec René Hervil (1914)
- Sadounah (1915)
- Jeanne Doré con René Hervil, después Tristan Bernard (1915)
- Le Tournant con René Hervil (1916)
- Suzanne, professeur de flirt (1916)
- "Suzanne con René Hervil (1916)
- Manuella con René Hervil (1916)
- Le Lotus d'or (1916)
- Le Tablier blanc con René Hervil (1917)
- "La P'tite du sixième con René Hervil (1917)
- Oh! Ce baiser! (1917)
- Midinettes con René Hervil (1917)
- Mères françaises con René Hervil (1917)
- Le Torrent con René Hervil (1917)
- Un roman d'amour et d'aventures (1918)
- L'Ange de minuit (Bouclette) con René Hervil (1918)
- L'Appel du sang (1920)
- Miarka, la fille à l'ourse (1920)
- L'Homme merveilleux (1922)
- Phroso (1922)
- La Voyante (1923)
- Sarati le terrible (1923)
- María del Carmen (Aux jardins de Murcie) (1923)
- Les Deux Gosses (1924)
- La Petite Bonne du palace (1926)
- Monte-Carlo (1926)
- 'Cinders (1926)
- Croquette, una historia de circo (Croquette) (1927)
- Vénus (1929)
- La Lettre (1930)
- Bon appétit Messieurs (1930)
- Le Mystère de la villa rose (1930)
- The Nipper (1930)
- 'Chérie (1930)
- Une idée de génie (cortometraje) (1931)
- Studenter i Paris (1931)
- Popaul veut dormir (1931)
- Ohé! Ohé! (1931)
- Octave (1931)
- A Man of Mayfair (1931)
- La Disparue (1931)
- Le Collier de perles (1931)
- La Brigade du bruit (1931)
- Marions-nous (1931)
- Su noche de bodas (version española de Marions-nous) (1931)
- These Charming People (1931)
- La Femme-poisson (1932)
- Il est charmant (1932)
- Cognasse (1932)
- Passionnément (1932)

### Guionista
- Shylock, le marchand de Venise (1910)
- Vendetta (1914)
- Le Tournant (1916)
- Suzanne, professeur de flirt (1916)
- Suzanne (1916)
- Manuella (1916)
- Le Tablier blanco (1917)
- La P'tite du sixième (1917)
- Oh! Ce baiser! (1917)
- Midinettes (1917)
- L'Appel du sang (1920)
- Gosse de riche (1920)
- María del Carmen (Aux jardins de Murcie) con René Hervil (1923)
- Les Deux Gosses (1924)
- La Petite Bonne du palace (1926)
- Croquette, una historia de circo (Croquette) (1927)

### Actor
- La doncellita del palace (La Petite Bonne du palace) (1926)
- La Femme-poisson (1932)

### Productor
- L'Appel du sange (1920)
- Miarka, la fille à l'ourse (1920)
- Vénus (1929)